# اجتماع ما-شي
في 7 نوفمبر 2015، التقى ما ينج جيو، رئيس جمهورية الصين (تايوان)، وشي جين بينج، الأمين العام للحزب الشيوعي الصيني ورئيس جمهورية الصين الشعبية (البر الرئيسي للصين)، في سنغافورة.  كان هذا الاجتماع هو الأول بين الزعماء السياسيين من جانبي مضيق تايوان (الصينين) منذ نهاية الحرب الأهلية الصينية في عام 1949 والأول منذ الاجتماع بين شيانج كاي شيك وماو تسي تونغ في تشونغتشينغ خلال اتفاقية العشر المزدوج في أغسطس 1945.  

## خلفية

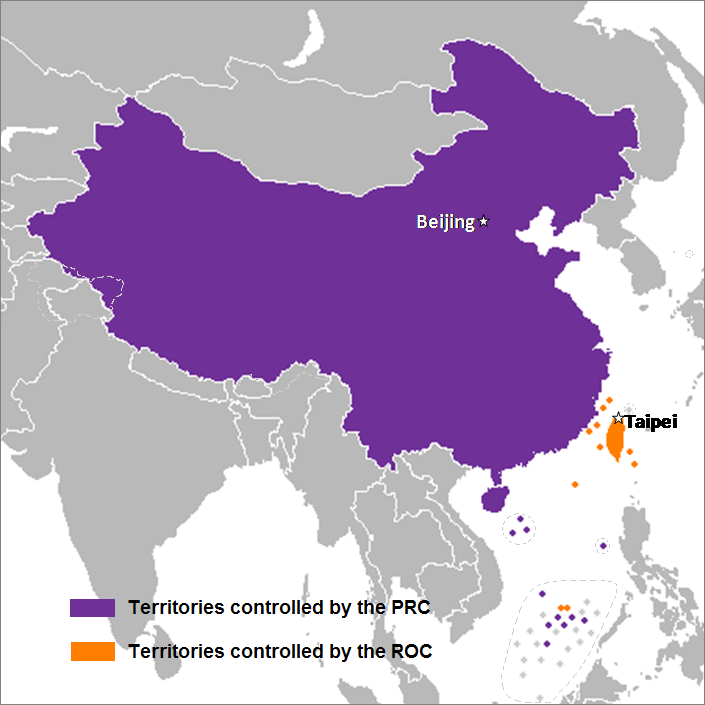
خريطة توضح الأراضي الصينية الخاضعة لحكم جمهورية الصين الشعبية وجمهورية الصين. تم تكبير حجم الجزر الصغيرة في هذه الخريطة لتسهيل الرؤية.

خلال حملته الانتخابية الرئاسية عام 2012، صرح ما ينج جيو في نوفمبر 2011 أنه إذا أعيد انتخابه، فإنه "لن يلتقي أبدًا بزعماء البر الرئيسي خلال السنوات الأربع المقبلة".  ومع ذلك، اقترحت إدارة ما مرارا وتكرارا عقد اجتماع بينه وبين شي جين بينج منذ نوفمبر 2012، بعد انتخاب شي أمينا عاما للحزب الشيوعي الصيني (الزعيم الأعلى).  تم اقتراح اجتماع عام 2015 من قبل مدير مكتب شؤون تايوان تشانغ تشيجون أثناء مناقشة الشؤون عبر المضيق مع وزير مجلس شؤون البر الرئيسي أندرو هسيا في قوانجو، الصين في أكتوبر 2015.  في البداية، اقترح هسيا أن يعقد الاجتماع خلال قمة منتدى التعاون الاقتصادي لدول آسيا والمحيط الهادئ 2015 في مانيلا، الفلبين. ومع ذلك، وجد تشانغ أن هذه التوصية غير مناسبة. وفي وقت لاحق، اقترح هسيا عقد الاجتماع في سنغافورة، حيث عقدت قمة وانج-كو في الفترة من 27 إلى 29 أبريل 1993، وكانت أول مفاوضات عبر المضيق بعد اجتماع عقد قبل عام واحد في هونج كونج البريطانية.  تم تسريب تفاصيل الاجتماع بواسطة صحيفة ليبرتي تايمز التايوانية في 3 نوفمبر 2015،  وتم تأكيدها رسميًا خلال الأيام التالية.

## تحضيرات
وبسبب النزاع السياسي بين الحكومتين، اتفق المسؤولون من الجانبين على أن يخاطب زعيم جمهورية الصين وزعيم جمهورية الصين الشعبية بعضهما البعض بلقب "السيد" (先生) وأنهم سوف يشاركون بصفتهم "زعيم تايوان" و"زعيم البر الرئيسي للصين" على التوالي.  كان لزاماً على الصحفيين من تايوان ـ الذين اعتادوا استخدام تقويم مينغوو منذ تأسيس جمهورية الصين في عام 1912 ـ إعادة إصدار بطاقات هوية تحمل تاريخاً يعتمد على نظام التقويم الغريغوري المفضل في البر الرئيسي للصين. 
صرح المكتب الرئاسي لجمهورية الصين بأن الرئيس ما كان ينوي عقد هذا الاجتماع "لتعزيز السلام والحفاظ على الوضع الراهن". حضر الاجتماع الرئيس ما ومجموعة من كبار مستشاريه، بما في ذلك الأمين العام لمكتب الرئاسة تسينج يونج تشوان ونائب الأمين العام هسياو هسو تسين وحضر الاجتماع معه الأمين العام لمجلس الأمن القومي كاو هوا تشو والمستشار تشيو كون شوان ووزير الشؤون العسكرية أندرو هسيا ونائبة الوزير وو مي هونغ. 
بدأ المراسلون من مختلف أنحاء العالم في إعداد معداتهم في فندق شانغريلا في 5 نوفمبر. قام موظفو الفندق بتقييد دخول وسائل الإعلام إلى المكان الرئيسي للاجتماع، قاعة شانغريلا. كان حضور وسائل الإعلام في الاجتماع محدودًا بـ 400 فرد بسبب المخاوف الأمنية.  تم حظر دخول الضيوف إلى قاعة الرقص اعتبارًا من الساعة 2 صباحًا بالتوقيت المحلي في 7 نوفمبر. 

## تسلسل الاجتماعات

### وصول القادة إلى سنغافورة
في 5 نوفمبر 2015، غادر شي جين بينج، الأمين العام للحزب الشيوعي الصيني، بكين إلى فيتنام في أول زيارة دولة له إلى البلاد بدعوة من الأمين العام للحزب الشيوعي الفيتنامي، نجوين فو ترونج والرئيس ترونج تان سانج.  واصل شي زيارته الرسمية إلى سنغافورة ووصل إلى الدولة الجزيرة في 6 نوفمبر 2015 برفقة زوجته بينج ليوان. 
استقل ما ينج جيو رحلة مستأجرة تديرها شركة الخطوط الجوية الصينية من مطار سونغشان في تايبيه إلى سنغافورة في يوم الاجتماع.    تمت مرافقة طائرته بواسطة طائرات مقاتلة تابعة للقوات الجوية لجمهورية الصين.  بعد الهبوط في مطار شانغي سنغافورة في الساعة 10:30 في الصباح، توجه ما إلى فندق فور سيزونز لفترة وجيزة حيث استقبله أعضاء جمعية الأعمال التايوانية قبل لقاء شي.   

### الاجتماع

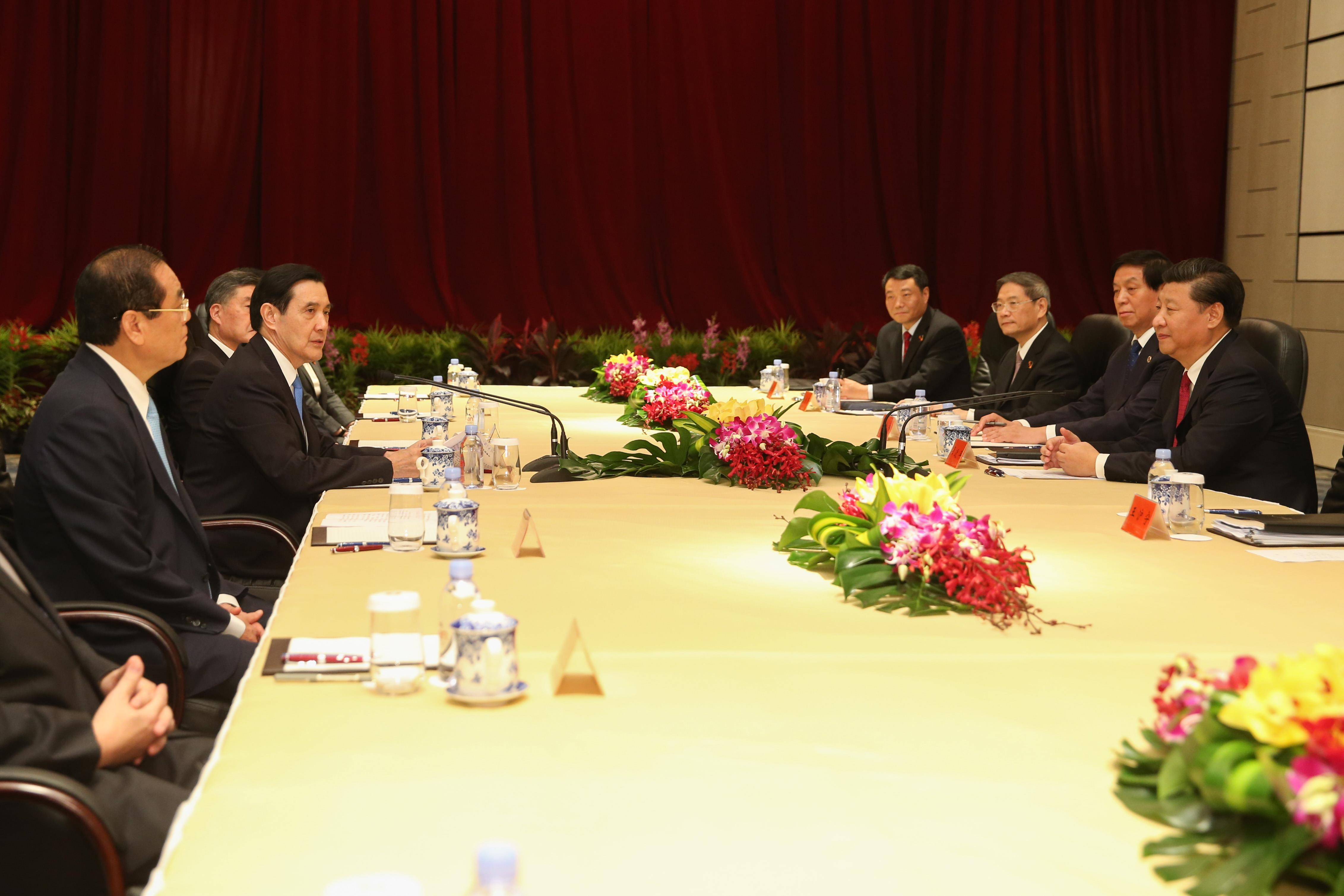
اللقاء بين ما ينج جيو وشي جين بينج بعد المصافحة.

في الساعة 3:00 مساءً بتوقيت سنغافورة، التقى الزعيمان فندق شانغريلا في سنغافورة وتصافحا لمدة دقيقة تقريبًا أمام الصحافة المجتمعة.     بعد المصافحة، ألقى شي وما خطابين على التوالي. وبعد تأخير لمدة 30 ثانية، بثت محطة التلفزيون المركزية الصينية خطاب شي إلى جمهورية الصين الشعبية وقطعت البث فور انتهاء الرئيس من كلمته؛ ولم يُذاع خطاب ما. ومع ذلك، تحولت شركة نت إيز، التي كانت تبث بث التلفزيون المركزي، على الفور إلى تلفزيون فينيكس لبث خطاب ما للجمهور الصيني. وتبع ذلك محادثات مغلقة في الساعة 3:20 مساءً.

### المؤتمر الصحفي بعد اللقاء

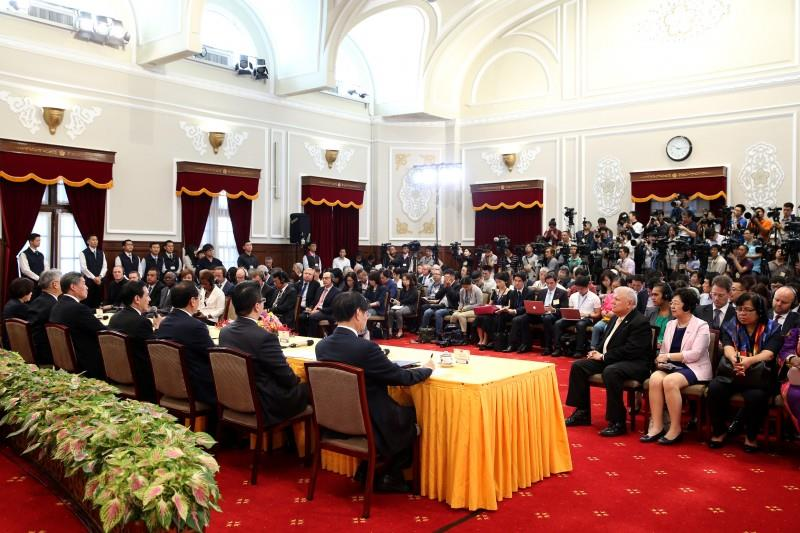
المؤتمر الصحفي بعد الاجتماع من الجانب التايواني.

بعد الاجتماع، نقل ممثل جمهورية الصين الشعبية، مدير مكتب شؤون تايوان تشانغ تشي جيون، كلمات من شي مفادها أن الاجتماع كان صفحة جديدة في تاريخ العلاقات عبر المضيق. كما كرر النقاط الأربع التي طرحها شي على ما، وهي الالتزام بتوافق عام 1992، وتطوير السلام عبر المضيق، وتوسيع تأثيرات الرخاء لتشمل المزيد من القطاعات العامة، والسعي بشكل تعاوني لتحقيق النهضة الصينية.  وأضاف تشانغ أن شي وافق على إنشاء الخط الساخن عبر المضيق الذي يمكن أن يساعد الجانبين على التواصل مع بعضهما البعض وتجنب سوء التقدير وكذلك التعامل أثناء حالات الطوارئ والأمور المهمة.  وتم تشجيع مشاركة تايوان في البنك الآسيوي للاستثمار في البنية التحتية . أخبر شي ما أن الجانبين عائلة واحدة، مؤكداً على نفس السلالات الثقافية والدموية لكلا جانبي مضيق تايوان والعلاقات المحسنة على مدى السنوات السبع الماضية. وقال ما لشي إن الجانبين يجب أن يحترم كل منهما قيمة الآخر وطريقة حياته، وذكر خمس ملاحظات، وهي تعزيز توافق عام 1992، وتخفيف التوترات من خلال حل المشاكل سلميا، وإقامة جهود تعاونية لإحياء الأمة الصينية.   
بدأ ما مؤتمرا صحفيا في الساعة 4:50 مساءً، سلط خلاله الضوء على أهمية التفاصيل الدقيقة لإجماع عام 1992. وأشار ما إلى أن أجواء الاجتماع كانت متناغمة، وقال إن كلمات شي كانت مواتية للجوانب العملية للمسائل عبر المضيق.  وقال إن الجانبين تحدثا عن تعزيز توافق 1992، والالتزام بسياسة الصين الواحدة، لكنه أكد أن كلا الجانبين حر في تفسير معناه. ومع ذلك، فقد ذكر أن إجماع عام 1992 تم التوصل إليه على أساس "تفسير مختلف" لمبدأ "الصين الواحدة"، وليس "صينين، أو صين واحدة وتايوان واحدة، أو استقلال تايوان"، وهو ما لا يسمح به دستور جمهورية الصين. 

### العشاء
وفي المساء بعد اللقاء، تناول الزعيمان العشاء في الفندق. تم تقديم لهم جراد البحر والهليون المقلي والمعكرونة الحارة وتم تقسيم الفاتورة عند الانتهاء من الوجبة. جلس شي وما بجانب بعضهما البعض على طاولة مستديرة لتجنب جلوس شخص في وضع المضيف على رأس طاولة مستطيلة. 
وقد تم تقديمها مع الخمور من كينمن، موقع معركة جونينجتو خلال الحرب الأهلية الصينية وأزمة مضيق تايوان الأولى والثانية، لتمثيل حالة التبادلات عبر المضيق التي تحولت من الحرب إلى السلام. تم إنتاج زجاجتي نبيذ كاوليانغ اللتين قدمتهما شركة كاو هوا تشو (جمهورية الصين) في عام 1990، وهو العام الذي تم فيه توقيع اتفاقية كينمن.  كما شربوا موتاي ونبيذ الأرز المنتج في ماتسو. 
وتم تبادل الهدايا أيضًا. أعطى شي جين بينغ ما ينغ جيو عملاً فنيًا لرسام البر الرئيسي الصيني ليو داوي (刘大为/劉大爲). كما تلقى شي من ما تمثالاً خزفياً من صنع لي كو تشين (李國欽/李国钦) يمثل طائر العقعق الأزرق الفرموزي، والذي من المفترض أن يجسد تفرد تايوان.

## ردود الفعل

### جمهورية الصين (تايوان)

#### الإدارة والحزب الحاكم

عضو الهيئة التشريعية لحزب الكومينتانغ لاي شي باو يجري مؤتمرا صحفيا عشية الاجتماع.

وخلال مؤتمر صحفي دولي قبل الاجتماع، قال الرئيس ما إن جانبي مضيق تايوان يجب أن يستمرا في تخفيف حدة العداء بينهما، وتجنب الانحراف عن المسار الصحيح، وتوسيع التبادلات والتعاون. وأكد أن الاجتماع لم يكن من أجل إرثه أو لتحسين شعبية الكومينتانغ، بل من أجل مصلحة الجيل القادم.  وقال وزير الخارجية ديفيد لين إن اجتماع ما وشي سوف يركز على السلام والاستقرار عبر المضيق دون إشراك أي مفاوضات سياسية أو يؤدي إلى أي تخفيض لمكانة تايوان، ولكن سيتم عقده بموجب مبدأ المساواة والكرامة مع الاحترام الواجب. 
ووصف الكومينتانغ الاجتماع بأنه "علامة فارقة" في العلاقات عبر المضيق. 

#### أحزاب المعارضة
وكان ما ينج جيو قد وعد في أواخر عام 2011 بأنه "لن يلتقي على الإطلاق مع زعماء البر الرئيسي خلال السنوات الأربع المقبلة".  وصفت المرشحة الرئاسية ورئيسة الحزب الديمقراطي التقدمي (والتي أصبحت في النهاية خليفة ما كرئيسة) تساي إنغ ون الاجتماع المقترح بأنه تلاعب بالانتخابات التي ستُعقد في يناير، ووصفت عملية صنع القرار بأنها غير شفافة.   وأضافت أن الاجتماع أثار موجة من الأسئلة والشكوك العامة، حيث أصبح الناس لا يثقون في خطة الإدارة للعلاقات عبر المضيق.  أعربت صحيفة ليبرتي تايمز عن مخاوف تساي بشأن استبعاد البرلمان والجمهور من عملية صنع القرار.  بعد الاجتماع، انتقدت تساي الرئيس ما لعدم إشارته إلى الحفاظ على الديمقراطية والحرية في تايوان.  وأكدت أن الانتخابات المقبلة فقط هي القادرة على تحديد مستقبل تايوان. 
أطلقت شعبة الشباب في اتحاد التضامن مع تايوان، وهو الحزب السياسي الثالث الأكبر في تايوان سابقًا، قنابل دخان ملونة فوق الحواجز المحيطة بمبنى المكتب الرئاسي. 
وعارض زعماء حزب القوة الثالثة الاجتماع. واتهم هوانج كو تشانغ رئيس حزب القوة الجديدة ما بمحاولة تلميع إرثه على حساب تغيير اتجاه سياسة الأمن القومي، ودوس الديمقراطية والسيادة في تايوان من خلال تجاوز المجلس التشريعي. وقال إن زيارة ما من شأنها أن تنتهك الوعود التي قطعها في عام 2011 والتي قال فيها إنه لن يجتمع مع أي زعماء صينيين إذا أعيد انتخابه. وقال رئيس الحزب الديمقراطي الاجتماعي فان يون "ليس لدى ما أي تفويض لمفاجأتنا بهذا الاجتماع - فمنذ حركة عباد الشمس العام الماضي، أصبح من الواضح أن تعامل الحزب الحاكم مع العلاقات عبر المضيق لا يحظى بثقة الشعب". وأضاف لي كين تشنغ، أحد منسقي الحزب الأخضر في تايوان، أنه ليس من الواضح ما إذا كان ما قد قدم تنازلات لترتيب الاجتماع. وأضاف لي أن الدعوة إلى عقد اجتماع قبل نحو 70 يومًا من الانتخابات العامة "أظهرت بوضوح أن الصين تريد استخدام هذا للتدخل في انتخابات تايوان". 

#### المجتمع المدني
أعرب الاتحاد الوطني الصيني للصناعات، وغرفة التجارة في تايبيه، والرابطة المتحالفة لصناعات الحدائق العلمية، وهي كلها منظمات أعمال تايوانية، عن دعمها للاجتماع، الذي يُنظر إليه على أنه يساعد في تحسين الآفاق الاقتصادية في تايوان. 
ونشر آخرون، مثل عدد من المثقفين والخبراء القانونيين في تايوان، مقالات تدعو المجلس التشريعي إلى بدء إجراءات عزل ما، حيث زعموا أن طريقة التعامل مع الاجتماع انتهكت متطلبات الإجراءات الدستورية الواجبة. كما طالب بعض العلماء بتدخل الهيئة التشريعية والمحكمة الدستورية لمنع ما من حضور الاجتماع.     
وفي يوم القمة، سار مئات المتظاهرين الغاضبين على طول طريق يبلغ طوله ثلاثة كيلومترات من مبنى وزارة الشؤون الاقتصادية إلى المكتب الرئاسي، منددين بالتبادل الدافئ مع مخاوف الكثيرين من أن الديمقراطية في تايوان تتأثر بشكل مفرط بالصين. وقال لين هسيو هسين، نائب رئيس جمعية أساتذة الجامعات في تايوان: "أعتقد أن هذا الأمر يصل إلى مستوى الخيانة".   كما وقعت احتجاجات في المجلس التشريعي ومطار تايبيه سونغشان. 

### جمهورية الصين الشعبية (البر الرئيسي)
وقال مدير مكتب شؤون تايوان تشانغ تشيجون إن الاجتماع المقرر بين الجانبين يمثل علامة فارقة في العلاقات عبر المضيق، ومن شأنه أن يساعد في تعزيز الثقة عبر مضيق تايوان وتعزيز الخلفية السياسية المشتركة، كما سيدفع الاجتماع التنمية السلمية للعلاقات عبر المضيق ويحمي السلام والاستقرار في المنطقة.

### سنغافورة
وقالت وزارة الخارجية إن هذا اللقاء يمثل علامة فارقة في تاريخ العلاقات عبر المضيق منذ عام 1949. وباعتبارها صديقًا وثيقًا وعريقًا لكل من الصين وتايوان، كانت سنغافورة سعيدة بتسهيل الحوار المباشر بينهما وتوفير مكان له. 

### المملكة المتحدة
وقال كريس باتن السياسي المحافظ الذي أصبح آخر حاكم لهونج كونج إن الاجتماع تم الإعداد له بوضوح لمنح الكومينتانغ الأفضلية في الانتخابات الرئاسية المقبلة. ولكنه أضاف أن "إعادة التوحيد السلمي بين البر الرئيسي وتايوان تظل غير محتملة، ما لم يحدث ذلك ـ كما تواصل الصين وعدها ـ على أساس مبدأ دولة واحدة ونظامان. ولكن التايوانيين لا يمكنهم أن يطمئنوا كثيراً إلى ما يرونه يحدث اليوم في هونج كونج، التي وعدت بنفس الشيء قبل عودتها إلى الصين في عام 1997". 

### الولايات المتحدة
صرحت المتحدثة باسم وزارة الخارجية الأمريكية إليزابيث ترودو أن الولايات المتحدة تتوقع حدوث "حوار بناء"،  على الرغم من عدم الإعلان عن أي بيانات عند انتهاء الاجتماع.  وقد أرجع عضو مجلس الأمن القومي السابق إيفان إس. ميدوروس الفضل في تحسن العلاقات الذي أدى إلى عقد هذا الاجتماع إلى "التحول نحو آسيا" الذي تبناه الرئيس الأميركي باراك أوباما. 

## روابط خارجية
- Chang، S.C. (10 نوفمبر 2015). "Full text of President Ma's remarks in meeting with Xi Jinping". Central News Agency. مؤرشف من الأصل في 2018-05-26. اطلع عليه بتاريخ 2015-11-10.
- Coverage of the meeting by the South China Morning Post